# Bojana Krsmanovic
Bojana Krsmanovic, née en 1992 à Belgrade, est un mannequin serbe,. Elle est notamment connue comme un des nouveaux mannequins choisis pour l'édition 2016 du Sports Illustrated Swimsuit Issue,.

## Biographie
Bojana Krsmanovic grandit à Belgrade avant d'être recrutée par Guess pour travailler à Barcelone puis à Los Angeles,. Elle est une des égéries de  Guess.